# تامي (دمية)
تامي كانت دمية بحجم 12 بوصة (30.48 سم) أنتجت من قِبل شركة ايديل توي. عرضت الدمية للملأ لأول مرة في عام 1962 وذلك في معرض الألعاب الدولي الأمريكي.حاملةً شعار "The Doll You Love to Dress" (بمعني: الدمية التي تُحب أن تُلبسها). صورت شخصية تامي على أنها مراهقة أمريكية يافعة، بمفهوم قريب إلى مفهوم البنت التقليدية أكثر منها إلى مفهوم دمى باربي.

## التاريخ
استوحت الدمى من شخصية «تامي» من فيلم Tammy and the bachelor. أنتج من دمى تامي ثلاث إصدارات: الإصدار الأول كانت تامي بأرجل مستقيمة، والثاني صدر في 1964 جاءت الدمية في هذا الإصدار مع أرجل قابلة للطي، والإصدار الأخير جاء في 1965 وكانت فيه بمظهر الدمى الكبيرة سمي بـ Grown up Tammy. صدر من الدمية أيضا إصدارة ذات بشرة سمراء.
في عام 1965، تضاءلت شهرة تامي وتوقف إصدارها فيما بعد في أوائل عام 1966.

## الأصدقاء والعائلة
الدمى المنتجة من ايديل والتي حملت وسم «عائلة تامي» تكونت من الأم والأب والأخوان تِد وپيت والأخت پِپر. أضيف إلى مجموعة «عائلة تامي» أفراد آخرون فيما بعد هم دودي، وسالتي ومِستي بالإضافة إلى پاتي وبُد اللذان كانا حصريين لمتاجر مُنتجمري وَرد. تم إصدار صديق لتامي ولكنه أنتج بأعداد قليلة وذلك بعد أن أوقفت ايديل إنتاج جميع دمى عائلة تامي.

## في الثقافة
بالرغم من الوقت القصير الذي قضته الدمية في الأسواق، إلا أن الدمية أصبحت مصدر الإلهام لأفضل دمى المملكة المتحدة مبيعا، سِندي. صدرت الدمية سِندي في 1963 بعد عام من إصدار تامي، حيث أن پِدگري تويز حصلت على الموافقة لاستخدام شعار تامي.
تم عقد مؤتمرين اثنين في الولايات المتحدة لمجمعي دمى تامي.
الدمية واكسسواراتها يعتبران من أكثر البضائع شهرة على مواقع المزاد على الويب، فعلى سبيل المثال، صديق تامي بُد بيع بـ 500$ وذلك على موقع المزادات إيباي كما بِيعت ملابس تامي الأصلية وهي جديدة في العلبة بـ 200$. على الرغم من ذلك، لم يصل سعر دمية تامي نفسها الأسعار العالية التي وصلتها دمى باربي، ففي عام 2001 بِيعت دمية تامي نظيفة على ايباي بـ90$، وهو سعر قليل مقارنة بأسعار باربي حيث بِيعت دمية باربي بنفس المواصفات بإكثر من 3000$.
في السنوات الأخيرة حدث ارتفاع لأسعار تامي اليابانية كما أصبح للدمى أتباع كثر في اليابان. خط دمى تامي وملابسها، والتي صدرت حصريا في اليابان، أصبحت في وسط المجمعين الأمريكين تساوي الكثير من المال. فقد تباع إحدى دمى تامي المرتدية الحلة اليابانية الكيمونو بأكثر من 300$أ هذا إذا كانت الدمية كاملة وفي حالة نظيفة. كذلك الحال لتامي ذات الشعر البني، والتي لم يصدر منها أعداد كبيرة، وتامي الأفريقية الأمريكية.
في بدايات نجاح دمى تامي، توسع خط الدمى إلى السوق الصينية. الخط الصيني تضمن عدة إطلالات، منها زي «كيپاو» مصنوع من ساتان أزرق مزخرف بورود سوداء. من الاطلالات الأخرى التي حصلت على شهرة هو زي الشياولين الموحد، والذي صدر باللون البرتقالي فقط، كتمثيل للفنون القتالية في شمال الصين.